# Daniele Molmenti
Daniele Molmenti (* 1. August 1984 in Pordenone) ist ein ehemaliger italienischer Kanute. Er wurde 2010 Weltmeister und 2012 Olympiasieger im Kanuslalom.

## Werdegang
Daniele Molmenti startete für den Club G.S. Forestale. 2002 wurde er in Polen Junioren-Weltmeister im Kanuslalom.
Bei den Kanuslalom-Weltmeisterschaften 2006 wurde er Tweiter im Team mit Stefano Cipressi und Diego Paolini. Daniele Molmenti startete 2008 im Einer-Kajak bei den Olympischen Sommerspielen in Peking. 2009, 2011 und erneut 2012 wurde er Europameister und 2010 wurde er Kajak-Weltmeister.
Im Januar 2017 erklärte der damals 32-Jährige seine aktive Zeit für beendet und er wurde Technischer Leiter des italienischen Nationalteams.

## Auszeichnungen
- Premio Gianni Brera – Sportivo dell’anno (Gianni-Brera-Preis): 2012